# Lista siturilor arheologice din județul Buzău - G
Lista siturilor arheologice din județul Buzău - G conține toate siturile arheologice din județul Buzău înscrise în Repertoriul Arheologic Național (RAN) și aflate în localități al căror nume începe cu litera G. RAN este administrat de Ministerul Culturii și Patrimoniului Național și cuprinde date științifice, cartografice, topografice, imagini și planuri, precum și orice alte informații privitoare la zonele cu potențial arheologic, studiate sau nu, încă existente sau dispărute.
Puteți căuta un sit din localitățile care încep cu litera G folosind formularul de mai jos sau puteți naviga prin toate siturile din județ la Lista siturilor arheologice din județul Buzău.
| Cod RAN                                  | Denumire | Localitate                                      | Adresă                            | Datare               | Descoperit | Coordonate | Imagine           | Erori            |
| ---------------------------------------- | --- | ----------------------------------------------- | --------------------------------- | -------------------- | ---------- | ---------- | ----------------- | ---------------- |
| 46812.02.02 (Cod LMI: BZ-I-m-B-02231.03) | Situl arheologic de la Gherăseni - "Movila Cremenea" / ansamblu anonim (Categorie: locuire) (Tip: Tell)                                  | sat Gherăseni, comuna Gherăseni                 | Movila Cremenea                   | Gumelnița            |            |            | Încărcați imagine | Raportați eroare |
| 46812.02.04 (Cod LMI: BZ-I-m-B-02231.01) | Situl arheologic de la Gherăseni - "Movila Cremenea" / ansamblu anonim (Categorie: locuire) (Tip: Necropolă)                             | sat Gherăseni, comuna Gherăseni                 | Movila Cremenea                   | sec. XV - XVII       |            |            | Încărcați imagine | Raportați eroare |
| 46812.02.05 (Cod LMI: BZ-I-m-B-02231.02) | Situl arheologic de la Gherăseni - "Movila Cremenea" / ansamblu anonim (Categorie: locuire) (Tip: Necropolă)                             | sat Gherăseni, comuna Gherăseni                 | Movila Cremenea                   | sec. II - IV         |            |            | Încărcați imagine | Raportați eroare |
| 46518.02.01                              | Necropola de la Gomoești - "Movila Gomoiești" / ansamblu anonim (Categorie: descoperire funerară) (Tip: Necropolă)                       | sat Gomoești, comuna Costești                   | Movila Gomoiești                  |                      |            |            | Încărcați imagine | Raportați eroare |
| 46518.02.02                              | Necropola de la Gomoești - "Movila Gomoiești" / ansamblu anonim (Categorie: descoperire funerară) (Tip: Necropolă)                       | sat Gomoești, comuna Costești                   | Movila Gomoiești                  |                      |            |            | Încărcați imagine | Raportați eroare |
| 46518.01.01                              | Situl arheologic de la Gomoești - "la SV de sat" / ansamblu anonim (Categorie: locuire) (Tip: Așezare)                                   | sat Gomoești, comuna Costești                   |                                   | sec. IV              |            |            | Încărcați imagine | Raportați eroare |
| 46518.01.02                              | Situl arheologic de la Gomoești - "la SV de sat" / ansamblu anonim (Categorie: locuire) (Tip: Necropolă)                                 | sat Gomoești, comuna Costești                   |                                   | sec. IV              |            |            | Încărcați imagine | Raportați eroare |
| 46518.01.03                              | Situl arheologic de la Gomoești - "la SV de sat" / ansamblu anonim (Categorie: locuire) (Tip: Așezare)                                   | sat Gomoești, comuna Costești                   |                                   |                      |            |            | Încărcați imagine | Raportați eroare |
| 46518.01.04                              | Situl arheologic de la Gomoești - "la SV de sat" / ansamblu anonim (Categorie: locuire) (Tip: Necropolă)                                 | sat Gomoești, comuna Costești                   |                                   |                      |            |            | Încărcați imagine | Raportați eroare |
| 46527.01.01                              | Situl arheologic hallstattian de la Groșani - "Movila Groșani" / ansamblu anonim (Categorie: locuire) (Tip: Așezare)                     | sat Groșani, comuna Costești                    | Movila Groșani                    |                      |            |            | Încărcați imagine | Raportați eroare |
| 46527.01.02                              | Situl arheologic hallstattian de la Groșani - "Movila Groșani" / ansamblu anonim (Categorie: locuire) (Tip: Necropolă)                   | sat Groșani, comuna Costești                    | Movila Groșani                    |                      |            |            | Încărcați imagine | Raportați eroare |
| 46778.02.01                              | Situl arheologic de la Gălbinași - "Movilele Berceni" / ansamblu anonim (Categorie: locuire) (Tip: Așezare)                              | sat Gălbinași, comuna Gălbinași                 | Movilele Berceni                  | sec. III - I a. Chr. |            |            | Încărcați imagine | Raportați eroare |
| 46778.02.02                              | Situl arheologic de la Gălbinași - "Movilele Berceni" / ansamblu anonim (Categorie: locuire) (Tip: Necropolă)                            | sat Gălbinași, comuna Gălbinași                 | Movilele Berceni                  | sec. III - I a. Chr. |            |            | Încărcați imagine | Raportați eroare |
| 46778.02.03                              | Situl arheologic de la Gălbinași - "Movilele Berceni" / ansamblu anonim (Categorie: locuire) (Tip: Așezare)                              | sat Gălbinași, comuna Gălbinași                 | Movilele Berceni                  | sec. II - III        |            |            | Încărcați imagine | Raportați eroare |
| 46778.02.04                              | Situl arheologic de la Gălbinași - "Movilele Berceni" / ansamblu anonim (Categorie: locuire) (Tip: Necropolă)                            | sat Gălbinași, comuna Gălbinași                 | Movilele Berceni                  | sec. II - III        |            |            | Încărcați imagine | Raportați eroare |
| 46778.02.05                              | Situl arheologic de la Gălbinași - "Movilele Berceni" / ansamblu anonim (Categorie: locuire) (Tip: Așezare)                              | sat Gălbinași, comuna Gălbinași                 | Movilele Berceni                  | sec. IV              |            |            | Încărcați imagine | Raportați eroare |
| 46778.02.06                              | Situl arheologic de la Gălbinași - "Movilele Berceni" / ansamblu anonim (Categorie: locuire) (Tip: Necropolă)                            | sat Gălbinași, comuna Gălbinași                 | Movilele Berceni                  | sec. IV              |            |            | Încărcați imagine | Raportați eroare |
| 46778.01.01                              | Așezarea Monteoru de la Gălbinași / ansamblu anonim (Categorie: locuire civilă) (Tip: Așezare)                                           | sat Gălbinași, comuna Gălbinași                 |                                   | Monteoru             |            |            | Încărcați imagine | Raportați eroare |
| 46812.06.01                              | Necropola medievală de la Gherăseni / ansamblu anonim (Categorie: descoperire funerară) (Tip: Necropolă)                                 | sat Gherăseni, comuna Gherăseni                 |                                   | sec. XVIII - XIX     |            |            | Încărcați imagine | Raportați eroare |
| 46812.05.01                              | Așezarea medievală de la Gherăseni - "La Anghelache" / ansamblu anonim (Categorie: locuire civilă) (Tip: Așezare)                        | sat Gherăseni, comuna Gherăseni                 | La Anghelache                     | sec. XVII - XIX      |            |            | Încărcați imagine | Raportați eroare |
| 46812.04.01                              | Așezarea medievală de la Gherăseni - "Rotunda" / ansamblu Vatra satului medieval (Categorie: locuire civilă) (Tip: Așezare rurală)       | sat Gherăseni, comuna Gherăseni                 | Rotunda                           | sec. XVI - XVIII     |            |            | Încărcați imagine | Raportați eroare |
| 46929.01.01                              | Așezarea neolitică de la Glodeanu-Siliștea / ansamblu anonim (Categorie: locuire civilă) (Tip: Așezare)                                  | sat Glodeanu-Siliștea, comuna Glodeanu-Siliștea |                                   |                      |            |            | Încărcați imagine | Raportați eroare |
| 46876.01.01                              | Necropola de la Glodeanu Sărat - "Movila Sidiru" / ansamblu anonim (Categorie: descoperire funerară) (Tip: Necropolă)                    | sat Glodeanu Sărat, comuna Glodeanu Sărat       | Movila Sidiru                     |                      |            |            | Încărcați imagine | Raportați eroare |
| 46876.01.02                              | Necropola de la Glodeanu Sărat - "Movila Sidiru" / ansamblu anonim (Categorie: descoperire funerară) (Tip: Necropolă)                    | sat Glodeanu Sărat, comuna Glodeanu Sărat       | Movila Sidiru                     |                      |            |            | Încărcați imagine | Raportați eroare |
| 49171.02.01                              | Situl arheologic de la Găgenii de Sus - "Movila Găgenii de Sus" / ansamblu anonim (Categorie: locuire) (Tip: Așezare)                    | sat Găgeni, comuna Săhăteni                     | Movila Găgenii de Sus             |                      |            |            | Încărcați imagine | Raportați eroare |
| 49171.02.02                              | Situl arheologic de la Găgenii de Sus - "Movila Găgenii de Sus" / ansamblu anonim (Categorie: locuire) (Tip: Necropolă)                  | sat Găgeni, comuna Săhăteni                     | Movila Găgenii de Sus             |                      |            |            | Încărcați imagine | Raportați eroare |
| 49171.02.03                              | Situl arheologic de la Găgenii de Sus - "Movila Găgenii de Sus" / ansamblu anonim (Categorie: locuire) (Tip: Așezare)                    | sat Găgeni, comuna Săhăteni                     | Movila Găgenii de Sus             |                      |            |            | Încărcați imagine | Raportați eroare |
| 49171.02.04                              | Situl arheologic de la Găgenii de Sus - "Movila Găgenii de Sus" / ansamblu anonim (Categorie: locuire) (Tip: Necropolă)                  | sat Găgeni, comuna Săhăteni                     | Movila Găgenii de Sus             |                      |            |            | Încărcați imagine | Raportați eroare |
| 49171.01.01                              | Necropola din epoca migrațiilor de la Găgeni - "Movila Goală" / ansamblu anonim (Categorie: descoperire funerară) (Tip: Necropolă)       | sat Găgeni, comuna Săhăteni                     | Movila Goală                      |                      |            |            | Încărcați imagine | Raportați eroare |
| 49670.02.01                              | Așezarea Monteoru de la Grăjdana / ansamblu anonim (Categorie: locuire civilă) (Tip: Așezare)                                            | sat Grăjdana, comuna Tisău                      |                                   | Monteoru             |            |            | Încărcați imagine | Raportați eroare |
| 49670.01.01                              | Așezarea medievală de la Grăjdana - "Biserica Doamnei Neaga" / ansamblu anonim (Categorie: locuire civilă) (Tip: Așezare)                | sat Grăjdana, comuna Tisău                      | Biserica Doamnei Neaga            | sec. XVI-XVIII       |            |            | Încărcați imagine | Raportați eroare |
| 49992.02.01                              | Necropola hallstattiană de la Gura Câlnăului - "Movila Tăbăcarului" / ansamblu anonim (Categorie: descoperire funerară) (Tip: Necropolă) | sat Gura Câlnăului, comuna Vadu Pașii           | Movila Tăbăcarului                |                      |            |            | Încărcați imagine | Raportați eroare |
| 45646.01                                 | Cruce de piatră la Greceanca- vis-a-vis de școală (Categorie: structură de cult/religioasă) (Tip: cruce)                                 | sat Greceanca, comuna Breaza                    | vis-a-vis de școală               | 1676                 |            |            | Încărcați imagine | Raportați eroare |
| 45646.02                                 | Cruce de piatră la Greceanca (Categorie: structură de cult/religioasă) (Tip: cruce)                                                      | sat Greceanca, comuna Breaza                    | 107                               | sec. XVIII           |            |            | Încărcați imagine | Raportați eroare |
| 45646.03                                 | Cruce de piatră la Greceanca- În curtea lui Dedu Ion (Categorie: structură de cult/religioasă) (Tip: cruce)                              | sat Greceanca, comuna Breaza                    | 307, punct În curtea lui Dedu Ion | 1706                 |            |            | Încărcați imagine | Raportați eroare |
| 46812.03.01 (Cod LMI: BZ-I-m-B-02233.03) | Situl arheologic de la Gherăseni / ansamblu anonim (Categorie: locuire) (Tip: așezare)                                                   | sat Gherăseni, comuna Gherăseni                 |                                   | Gumelnița            |            |            | Încărcați imagine | Raportați eroare |
| 46812.03.02 (Cod LMI: BZ-I-m-B-02233.02) | Situl arheologic de la Gherăseni / ansamblu anonim (Categorie: locuire) (Tip: așezare)                                                   | sat Gherăseni, comuna Gherăseni                 |                                   | Monteoru             |            |            | Încărcați imagine | Raportați eroare |
| 46812.03.03 (Cod LMI: BZ-I-m-B-02233.01) | Situl arheologic de la Gherăseni / ansamblu anonim (Categorie: locuire) (Tip: Necropolă)                                                 | sat Gherăseni, comuna Gherăseni                 |                                   | sec. XV-XVII         |            |            | Încărcați imagine | Raportați eroare |
| 46812.01.06 (Cod LMI: BZ-I-m-B-02232.01) | Situl arheologic de la Gherăseni - "Lacul Frâncului" / ansamblu anonim (Categorie: descoperire funerară) (Tip: Necropolă)                | sat Gherăseni, comuna Gherăseni                 | Lacul Frâncului                   | sec. XV - XVII       |            |            | Încărcați imagine | Raportați eroare |
| 46812.02.07 (Cod LMI: BZ-I-m-B-02232.02) | Situl arheologic de la Gherăseni - "Lacul Frâncului" / ansamblu anonim (Categorie: descoperire funerară) (Tip: Necropolă)                | sat Gherăseni, comuna Gherăseni                 | Lacul Frâncului                   | sec. V               |            |            | Încărcați imagine | Raportați eroare |
| 46812.01.08 (Cod LMI: BZ-I-m-B-02232.03) | Situl arheologic de la Gherăseni - "Lacul Frâncului" / ansamblu anonim (Categorie: descoperire funerară) (Tip: Necropolă)                | sat Gherăseni, comuna Gherăseni                 | Lacul Frâncului                   | sec. II - IV         |            |            | Încărcați imagine | Raportați eroare |
| 46812.01.09 (Cod LMI: BZ-I-m-B-02232.04) | Situl arheologic de la Gherăseni - "Lacul Frâncului" / ansamblu anonim (Categorie: descoperire funerară) (Tip: Necropolă)                | sat Gherăseni, comuna Gherăseni                 | Lacul Frâncului                   | sec. XII - V         |            |            | Încărcați imagine | Raportați eroare |
| 46812.01.01 (Cod LMI: BZ-I-s-B-02232)    | Situl arheologic de la Gherăseni - "Lacul Frâncului" / ansamblu anonim (Categorie: descoperire funerară) (Tip: Așezare)                  | sat Gherăseni, comuna Gherăseni                 | Lacul Frâncului                   |                      |            |            | Încărcați imagine | Raportați eroare |
| 46812.01.02 (Cod LMI: BZ-I-s-B-02232)    | Situl arheologic de la Gherăseni - "Lacul Frâncului" / ansamblu anonim (Categorie: descoperire funerară) (Tip: Necropolă)                | sat Gherăseni, comuna Gherăseni                 | Lacul Frâncului                   |                      |            |            | Încărcați imagine | Raportați eroare |
| 46812.01.03 (Cod LMI: BZ-I-s-B-02232)    | Situl arheologic de la Gherăseni - "Lacul Frâncului" / ansamblu anonim (Categorie: descoperire funerară) (Tip: Așezare)                  | sat Gherăseni, comuna Gherăseni                 | Lacul Frâncului                   |                      |            |            | Încărcați imagine | Raportați eroare |
| 46812.01.04 (Cod LMI: BZ-I-m-B-02232.05) | Situl arheologic de la Gherăseni - "Lacul Frâncului" / ansamblu anonim (Categorie: descoperire funerară) (Tip: Necropolă)                | sat Gherăseni, comuna Gherăseni                 | Lacul Frâncului                   |                      |            |            | Încărcați imagine | Raportați eroare |
| 46812.01.05 (Cod LMI: BZ-I-s-B-02232)    | Situl arheologic de la Gherăseni - "Lacul Frâncului" / ansamblu anonim (Categorie: descoperire funerară) (Tip: Necropolă)                | sat Gherăseni, comuna Gherăseni                 | Lacul Frâncului                   |                      |            |            | Încărcați imagine | Raportați eroare |
| 49992.01.01 (Cod LMI: BZ-I-s-B-02234)    | Așezarea din epoca migrațiilor de la Gura Câlnăului - "Movila Tăbăcarului" / ansamblu anonim (Categorie: locuire civilă) (Tip: Așezare)  | sat Gura Câlnăului, comuna Vadu Pașii           | Movila Tăbăcarului                | sec. III - IV        |            |            | Încărcați imagine | Raportați eroare |